# (1701) Okavango
(1701) Okavango ist ein Asteroid des Hauptgürtels, der am 6. Juli 1953 von dem südafrikanischen Astronomen Joseph Churms von Johannesburg aus entdeckt wurde.
Der Name des Asteroiden ist vom afrikanischen Okavango-Fluss abgeleitet.